# Шеля Якуб
Якуб Шеля (Jakub Szela; * 14 або 15 липня 1787, с. Смажова, Тарнівський округ, Королівство Галичини та Володимирії, нині Польща — † 21 квітня 1860, Ліхтенберг, Південна Буковина, нині Румунія) — найвідоміший, хоч і не єдиний, селянський ватажок антишляхетських бунтів у Західній Галичині 1846 року. До 61 року життя був панщинним селянином середньої заможності у Смажові (Тарнівський округ), від 1848 — вільний поселенець, заможний господар у Південній Буковині.

## Легенда
Якуб Шеля — трагічна постать, герой двох протилежних за пафосом легенд: «чорної» (шляхетської) та «білої» (селянської). Здобув європейську славу, вже за життя ставши символом кривавих подій, а з часом — синонімом «кривавого року» 1846.

## Життєпис
Народився в селянській родині.

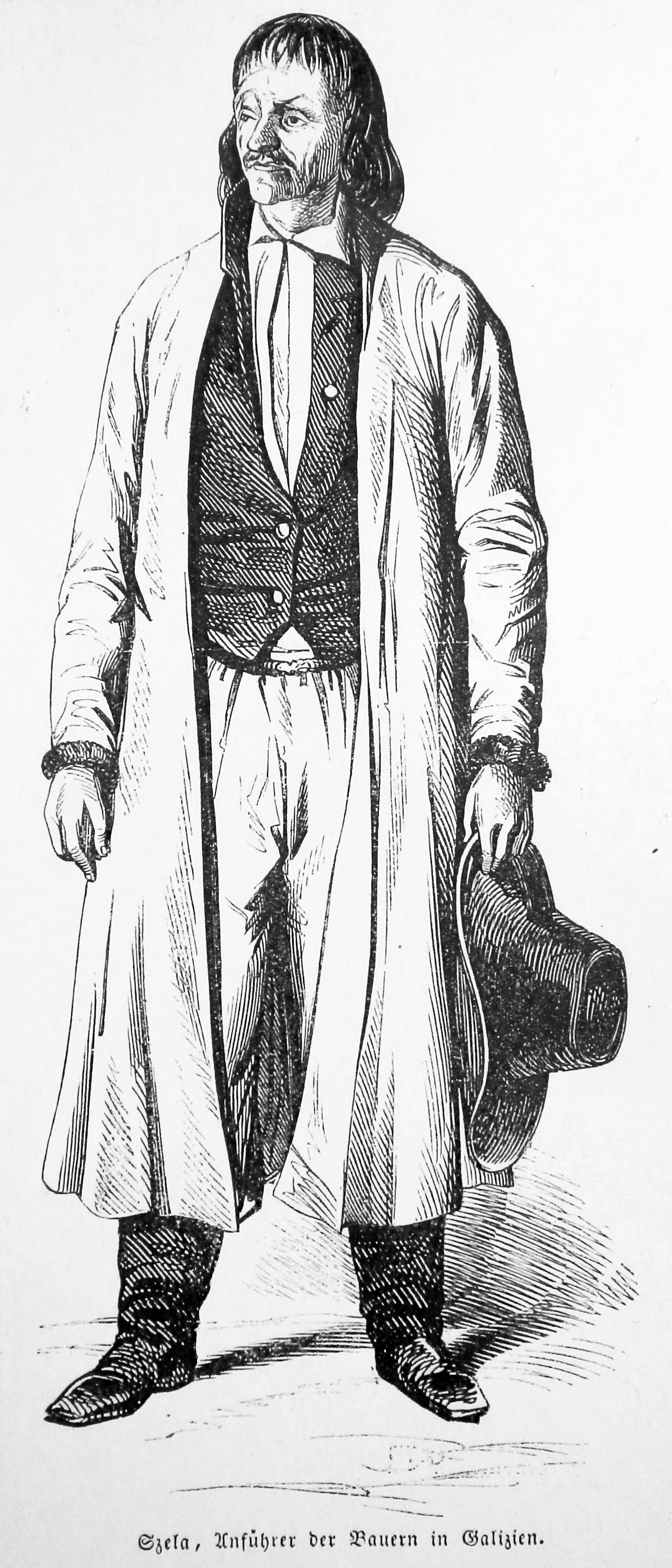
Якуб Шеля. Гравюра з Illustrirte Chronik 1848 року.

За переказами, у молодості нібито спалив батьківську хату, хоч цього не підтверджують наявні писані джерела.
Ймовірно, у 1805 був призваний до цісарського війська (35-й полк піхоти). У битві під Ульмом (8–15 жовтня 1805) потрапив у полон. Звільнившись, повернувся додому, де відрубав собі сокирою два пальці на лівій руці. Це каліцтво звільнило Я. Шелю від подальшої військової служби.
Батько Якуба, помер у 1807 і, ймовірно, позбавив його спадщини (можливо, після спалення хати), переказавши Якубову частку його братові, котрий завдяки цьому став найбагатшим господарем на селі, володіючи понад 32 моргами (понад 18 га) землі.
У 1809 одружився з Розалією Ходур (* 1792), вихованкою місцевого поміщика Станіслава Богуша, яка отримала від нього віно — понад 8 моргів (близько 4,5 га). Мали 7 дітей, з яких вижили щонайменше двоє. Після її смерті (1818) господарство залишилося в руках Якуба. Вже у 1819 одружився вдруге з Аґнешкою Превендовською. Не відомо, що з нею сталося (попри чутки про її вбивство Якубом), але у 1831 Я. Шеля одружився втретє — зі Саломеєю Невяровською (* 1814), з якою мав сина.
Попри неписьменність, разом зі Станіславом Бяласом тривалий час позивався з родиною дідичів Богушів, відстоюючи інтереси громади села Смажова, за що був катований і ув'язнений.
У 1846 керував в околицях Ясла селянськими виступами проти власників свого рідного села, Смажової — Богушів. Мужицька агресія знайшла спрямування проти панів-поляків — власників маєтків і пов'язаних з ними урядовців-поляків, спорадично — навіть проти ксьондзів. Селянський гнів обернувся проти всіх, хто не був хлопом (селянином), винятком були лише цісарські урядовці, євреї та німці.
19 квітня 1846 Шеля погодився залишитися в Тарнові під опікою окружного старости, де перебував до 6 лютого 1848. Часто гуляв по Тарнову в супроводі поліціянта, який мав його охороняти від можливого нападу.
Із Тарнова влада переселила Шелю на Буковину, де в нагороду отримав 30-моргове господарство (близько 17 га) і 2 морги в центрі Кліту та будівельні матеріали на будинок. Наприкінці життя був звільнений від податків. У ті ж околиці влада переселила велику групу польських осадників — можливо, теж учасників повстання 1846.
Протягом довгих років кружляли поголоски, що Шеля був забитий групою шляхтичів, які присяглися йому помститися. У традиціях польської шляхти Шеля закарбувався як зрадник польської нації, винний у поразці шляхетського повстання 1846. Натомість серед польських селян жила легенда про «селянського короля», який повстав проти своїх кривдників.
Місце поховання Шелі на Буковині невідоме.

## Пам'ять
У ролі «зрадника» польського народу Шеля з'являється як герой численних літературних творів, зокрема, «Галицький розбійник 1846 року» Владислава Анчиця, «1846 рік. Хроніка шляхетських дворів» С.Дембінського. Міф Шелі-злочинця присутній також у драмі С.Виспянського «Весілля».
Роль Якуба Шелі як «героя боротьби зі шляхтою» закарбувалася в народних піснях, наприклад:

Oj, niedługo się skończy nasze mordowanie,
Jak Jakubek z chłopami zrobi szlachcie pranie…

Kuba Szela twarda sztuka, za swe krzywdy pomsty szukał
Pierwszy panom się zbuntował i dużo ich wymordował
Bo mu nadto dokuczyli i ciężko nieraz skrzywdzili…

Шеля — герой драми Стефана Жеромського «Туронь», яка була своєрідною відповіддю на «Слово про Якуба Шелю» комуніста Бруно Ясенського.
За часів ПНР ім'я Якуба Шелі носила одна з площ Вроцлава (колишній Hohenzollernplatz). У березні 2014 міська рада усунула його ім'я з мапи Вроцлава (це сталося під впливом публікації в краківському «Dzienniku Polskim»).